# 205 (عدد)
205 هو عدد صحيح. طبيعي بين 204 و206

## في الرياضيات

### خصائص
- 205عدد فردي
- 205 عدد ناقص
- 205 عدد مضلعي (22 أضلاع-...)